# Adam Dvořáček
Adam Dvořáček (10 de mayo de 1996) es un deportista de la República Checa que compite en atletismo. Ganó una medalla de plata en el Campeonato Europeo de Atletismo por Equipos de 2021, en la prueba de 1500 m.